# Aeroporto Antonio Roldán Betancourt
O Aeroporto Antonio Roldán Betancourt (em castelhano:  Aeropuerto Antonio Roldán Betancourt) (IATA: MZL, ICAO: SKMZ) é um aeroporto colombiano localizado na cidade de Apartadó, no departamento de Antioquia). Em casos de emergência é utilizado para substituir a operação do Aeroporto Los Garzones na cidade de Montería.

## Companhias Aéreas e Destinos
| Companhias                       | Cidades                           | Aliança |
| -------------------------------- | --------------------------------- | ------- |
| Aerolínea de Antioquia 1 destino | Doméstico (1): Medellín           | N/A     |
| EasyFly 2 destinos               | Domésticos (2): Medellín / Quibdó | N/A     |
| Satena 2 destinos                | Domésticos (2): Bogotá / Medellín | N/A     |